# 52 Arietis
Désignations
52 Arietis est une étoile triple de la constellation du Bélier. 52 Arietis est sa désignation de Flamsteed. Sa magnitude apparente combinée est de +5,46, ce qui signifie qu'elle est suffisamment brillante pour être faiblement visible à l'œil nu. Sur la base d'un décalage annuel de la parallaxe de 6,05 mas, le système se situe à environ 540 années-lumière (170 parsecs) de la Terre. La paire intérieure du système se compose de deux étoiles de type B presque identiques, chacune avec environ cinq fois la masse du Soleil. Le composant tertiaire est une étoile plus petite avec 88 % de la masse du Soleil et est un compagnon de mouvement propre commun.